# Jennifer Miller
Jennifer Miller född 1961, är en amerikansk cirkusartist, författare och professor inom kultur och konst. Hon uppträder som skäggiga damen, jonglör, och eldslukare vid Cirkus Amok.